# 서면도서관
서면도서관은 강원특별자치도 춘천시 서면 소재의 시립 도서관으로 춘천시립도서관의 분관이다.

## 연혁
- 2006년 11월 23일 개관.

## 시설 현황
- 2층: 열람실, 시청각실, 휴게실
- 1층: 어린이실, 정보검색실, 종합자료실, 사무실
- 지하1층: 서고실, 기계설비

## 이용 안내
이용 시간
- 종합자료실, 어린이실, 정보검색실: 09:00 ~ 18:00
- 열람실: 09:00 ~ 22:00

휴관일
- 매주 월요일
- 국가지정공휴일
- 12월 30일 ~ 12월 31일(연말대청소)